# Carl Gustav Fernlund
Carl Gustav Fernlund (* 1950) ist ein schwedischer Jurist und ehemaliger Richter am Europäischen Gerichtshof.

## Leben und Wirken
Fernlund schloss 1975 an der Universität Lund sein Studium der Rechtswissenschaft ab und beendete sein Referendariat am Amtsgericht Landskrona drei Jahre später. Anschließend war er als Assessor, ab 1982 als Richter an einem schwedischen Oberverwaltungsgericht tätig. Ab 1983 arbeitete er in verschiedenen Referaten am schwedischen Finanzministerium. Von 1998 bis 2000 war Fernlund als Wirtschaftsrat bei der Ständigen Vertretung Schwedens bei der Europäischen Union tätig und kehrte anschließend als Finanzrat an das schwedische Finanzministerium zurück. Von 2005 bis 2009 war er Richter am Obersten Verwaltungsgericht Schwedens und leitete im Anschluss daran bis 2011 als Präsident das Oberverwaltungsgericht Göteborg. Von Oktober 2011 bis Oktober 2019 war Fernlund Richter am Europäischen Gerichtshof.